# Марк Корнелій Цетег
Марк Корнелій Цетег (203 — після 160 р. до н. е.) — політичний, державний і військовий діяч Римської республіки, консул 160 року до н. е.

## Життєпис
Походив з патриціанського роду Корнеліїв. Син Гая Корнелія Цетега. 
У 171 році до н. е. сенат спрямував Цетега разом з трьома іншими посланцями до консула Гая Кассія Лонгіна, щоб зупинити того від переходу до Македонії. У 169 році до н. е. став членом колегії тріумвірів, які займалися розміщенням нових колоністів в Аквілеї.
У 160 році до н. е. його обрано консулом разом з Луцієм Аніцієм Галлом. Під час своєї каденції Цетег не вів жодних воєн, термін пройшов мирно. Він займався більше розбудовою Рима, зокрема осушив частину Понтинських боліт. 
Про подальшу долю Марка Корнелія Цетега немає відомостей.